# 4號國道 (柬埔寨)

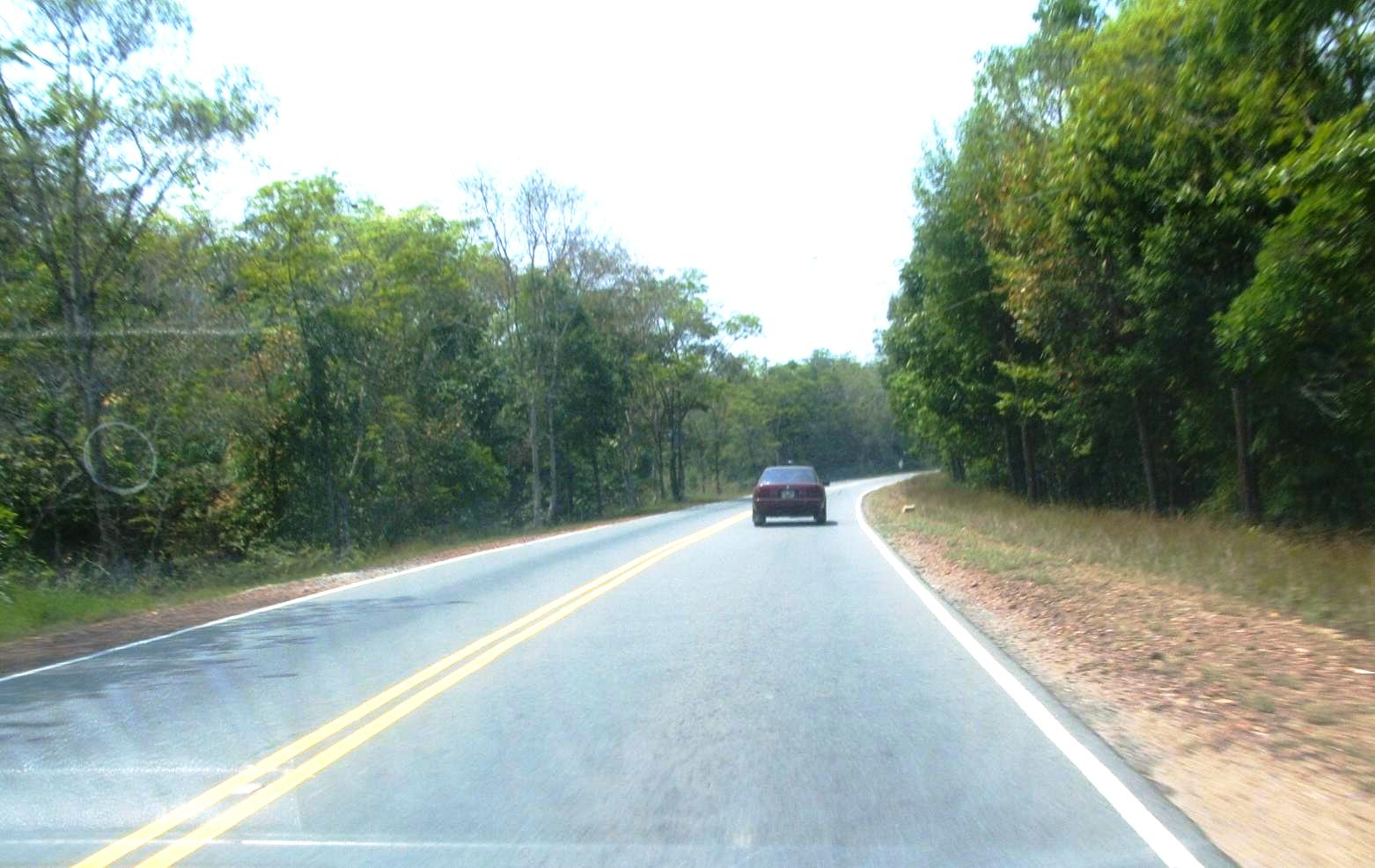
4號公路

4號國道是柬埔寨一條國家級公路，北起首都金邊波成東國際機場以西，沿西南—南—西走向，南抵該國主要港口城市西哈努克市。全長230公里。